# Benevento Calcio
Benevento Calcio, zkráceně jen Benevento, je italský fotbalový klub hrající v sezóně 2024/25 ve 3. italské fotbalové lize, sídlící ve městě Benevento v regionu Kampánie.
Klub byl založen 6. září v roce 1929 jako Società Sportiva Littorio Benevento. Byl několikrát znovu založen kvůli bankrotům. Poslední vznik byl v roce 2005. V sezonách 2015/16 a 2016/17 postoupil dvakrát po sobě ze třetí do nejvyšší ligy. A to se nikdy nestalo aby nováček postoupil. Celkem odehrál dvě sezony v nejvyšší lize.

## Změny názvu klubu
- 1929/30 – 1937/38 – SS Littorio Benevento (Società Sportiva Littorio Benevento)
- 1938/39 – 1940/41 – GI del Littorio Benevento (Gioventù Italiana del Littorio Benevento)
- 1941/42 – 1944/45 – GUF Benevento (Gruppo Universitario Fascista Benevento)
- 1945/46 – 1952/53 – AC Benevento (Associazione Calcio Benevento)
- 1953/54 – 1962/63 – AC Sanvito Benevento (Associazione Calcio Sanvito Benevento)
- 1963/64 – 1965/66 – SS Benevento (Società Sportiva Benevento)
- 1966/67 – 1977/78 – Polisportiva Benevento (Polisportiva Benevento)
- 1978/79 – 1989/90 – SSC Benevento (Società Sportiva Calcio Benevento)
- 1990/91 – 2004/05 – FCS Benevento (Football Club Sporting Benevento)
- 2005/06 – Benevento Calcio (Benevento Calcio)

## Získané trofeje

### Vyhrané domácí soutěže
- 2. italská liga ( 1× )

2019/20
- 3. italská liga ( 2× )

1945/46, 2015/16
- 4. italská liga ( 3× )

1959/60, 1973/74, 2007/08

## Historie
Klub byl založen 6. září v roce 1929 jako Associazione Calcio Benevento. V sezoně 1934/35 klub hrál ve třetí lize. Sezonu 1945/46 mohl klub hrát již druhou ligu, jenže kvůli financím ji nehrál.
Po sezoně 1952/53 byl rozpuštěn kvůli finančním problémům. Jiná menší společnost Associazione Calcio Sanvito Benevento, aktivní v amatérském poli, se stal hlavním klubem ve městě Benevento a dokonce zdědil sportovní tradici. Další konec klubu přišel po sezoně 1961/62, to když bylo založeno Società Sportiva Benevento a to sloučením Associazione Calcio Sanvito Benevento a Associazione Sportiva Benevento. V roce 1965 bylo Società Sportiva Benevento a Fiamma Sannita sloučeno a vzniklo Polisportiva Benevento, které po sezoně 1977/78 skončilo a byl znovu založen nový klub Società Sportiva Calcio Benevento. 
Nejhorší období v historii klubu bylo po sezoně 1988/89, když se nezaplatilo předsezónní peníze [Italská fotbalová federace|federaci] a tak musel hrát v regionální soutěži. Další znovu založení nastalo v roce 1990: Football Club Sporting Benevento. Do roku 2005 se hrála třetí liga. Od roku 2005, když byl opět bankrot se zrodil klub Benevento Calcio a přebral veškerou tradici a historii klubu.
Velké úspěchy klubu jsou od sezony 2015/16. Postoupil do druhé ligy a v následující sezoně přes play off do nejvyšší ligy. V první své sezoně v Serii A klub překonal smutný rekord ligy a to 14 porážek v řadě od začátku sezony. Po první sezoně skončil na posledním místě a sestoupil. Zpět se vrátil po vítězné sezoně 2019/20, jenže obsadil 18. místo a sestoupil. Po osmy letech se vrátil do třetí ligy, když obsadil 20. místo v Serii B 2022/23.

## Účast v ligách
| Úroveň soutěže | Název soutěže (nynější název) | První hraná sezona | Poslední hraná sezona | celkem odehraných sezon |
| -------------- | ----------------------------- | ------------------ | --------------------- | ----------------------- |
| 1              | Serie A                       | 2017/18            | 2020/21               | 2                       |
| 2              | Serie B                       | 2016/17            | 2022/23               | 5                       |
| 3              | Serie C                       | 1934/35            | 2024/25               | 40                      |
| 4              | Serie D                       | 1952/53            | 2007/08               | 24                      |
| 5              | Eccellenza                    | 1957/58            | 1993/94               | 6                       |

Historická tabulka Serie A od sezony 1929/30 do 2023/24.
| Celkové místo | Odehraných sezon | Celkem bodů | Celkem zápasů | Celkem výher | Celkem remíz | Celkem proher | Celkové skore |
| ------------- | ---------------- | ----------- | ------------- | ------------ | ------------ | ------------- | ------------- |
| 62            | 2                | 54          | 76            | 13           | 15           | 48            | 73:159        |

## Fotbalisté

### Historické statistiky
| Počet utkání | Počet utkání        | Počet utkání |  | Počet branek | Počet branek       | Počet branek |
| Pořadí       | Jméno               | Počet        |  | Pořadí       | Jméno              | Počet        |
| 1.           | Graziano Iscaro     | 254          |  | 1.           | Giampiero Clemente | 67           |
| 2.           | Piergraziano Gori   | 232          |  | 2.           | Nicola D'Ottavio   | 65           |
| 3.           | Stefano Mastroianni | 218          |  | 3.           | Felice Evacuo      | 50           |
| 4.           | Roberto Ranzani     | 207          |  | 4.           | Franco Bovio       | 45           |
| 5.           | Diego Palermo       | 199          |  | 5.           | Massimo Coda       | 33           |

### Rekordní přestupy
| Nákup  | Nákup             | Nákup     | Nákup    | Nákup       |  | Prodej | Prodej            | Prodej    | Prodej   | Prodej        |
| Pořadí | Jméno             | sezona    | klub     | částka      |  | Pořadí | Jméno             | sezona    | klub     | částka        |
| 1.     | Pietro Iemmello   | 2018/2019 | Sassuolo | 5 mil. Euro |  | 1.     | Andreaw Gravillon | 2017/2018 | Pescara  | 3,5 mil. Euro |
| 2.     | Gianluca Lapadula | 2020/2021 | Janov    | 4 mil. Euro |  | 2.     | Enrico Brignola   | 2018/2019 | Sassuolo | 3 mil. Euro   |
| 3.     | Andreaw Gravillon | 2017/2018 | Inter    | 4 mil. Euro |  | 3.     | Sandro            | 2018/2019 | Janov    | 2,3 mil. Euro |
| 4.     | Kamil Glik        | 2020/2021 | Monaco   | 3 mil. Euro |  | 4.     | Fabio Ceravolo    | 2018/2019 | Parma    | 1,9 mil. Euro |
| 5.     | Luca Antei        | 2018/2019 | Sassuolo | 3 mil. Euro |  | 5.     | Gianluca Lapadula | 2022/2023 | Cagliari | 1,6 mil. Euro |

### Na velkých turnajích

#### Účastníci Mistrovství Evropy
- Massamasso Tchangai (MS 2006)
- Kamil Glik (MS 2022)

#### Účastník Mistrovství Evropy
- Kamil Glik (ME 2020)

#### Účastník Afrického poháru národů
- Massamasso Tchangai (APN 2006)

#### Účastník Copa América
- Gianluca Lapadula (CA 2021)

#### Účastník Olympijských her
- Adolfo Gaich (OH 2020)